# Wapen van Midden-Delfland

Wapen van Midden-Delfland

Het wapen van Midden-Delfland is ingesteld in 2004 na het ontstaan van de nieuwe gemeente Midden-Delfland. Het is op 28 juni 2004 bij Koninklijk besluit aan de gemeente toegekend.
Het wapen van Midden-Delfland bevat delen van de wapens van de gemeenten Maasland en Schipluiden, die in 2004 opgingen in Midden-Delfland. De bovenste helft toont het wapenfiguur van Schipluiden, terwijl de onderste helft het wapenfiguur van Maasland toont, in de vorm van de letter "M". De kleuren staan symbool voor de lucht resp. het groen van het open groene gebied van de gemeente.

## Blazoenering
De beschrijving is als volgt: "Doorsneden door een golvende dwarsbalk van zilver; I in azuur een getuigde driemaster van goud, de masten getopt met naar rechts waaiende vaantjes van keel en met op de achtersteven een naar rechts waaiende Nederlandse vlag; II in sinopel tweemaal uitgetande dwarsbalk van zilver. Het schild gedekt met een gouden kroon van vijf bladeren."
N.B. in de heraldiek zijn links en rechts gezien vanuit de schildhouder; voor de toeschouwer zijn deze verwisseld. De kleuren in het schild zijn: azuur (blauw), zilver (wit), keel (rood), sinopel (groen), goud (geel).

## Verwante wapens
De volgende wapens zijn verwant aan het wapen van Midden-Delfland:

Het wapen van Schipluiden
Het wapen van Maasland

Beide wapens van de voormalige gemeenten zijn op 27 april 2004 in de gemeenteraad vastgesteld als dorpswapen.